# Slussens Pensionat
Slussens Pensionat är ett svenskt familjeägt pensionat i Slussen på Orust. 
Slussens Pensionat har sina rötter tillbaka till en sillkonservfabrik som 1926 anlades vid stranden. Företaget gick i konkurs i början av 1930-talet.  Alfrida Berg köpte byggnaden 1938 och omvandlade den till ett badpensionat, som hon drev till 1965. I slutet av 1970-talet lades det dåvarande pensionatet ned och byggnaden stod tom i flera år. En lokal kulturförening köpte huset och drev det från 1985 som sommarpensionat med konstutställningar och musikkvällar sommartid.
Pensionatet köptes 1990 av Vibs (född 1955) och Robert Sohlberg (född 1952). Det har idag sju byggnader, som inhyser sovgäster, och drivs som  musikscen under säsong. Det har därefter drivits av familjen Sohlberg, från 2020 i andra generationen.